# Oaks (ippica)
Oaks è un termine che nell'ippica indica una gara di galoppo per cavalli femmine di tre anni sulla distanza di 2200-2400 metri. Si tratta di gran premi con montepremi da capogiro. Queste corse sono dette classiche e sono nate per scopi selettivi, le Oaks servono ad indicare quali tra le giovani femmine sono le migliori sulla distanza e quindi quelle più adatte per la riproduzione. In Italia questo evento si tiene all'ippodromo San Siro di Milano, il Gran Premio Oaks d'Italia.
In Inghilterra le gare si disputano su una distanza di 2.400 metri, in Italia su 2.200. 